# Servicios de producción electrónica

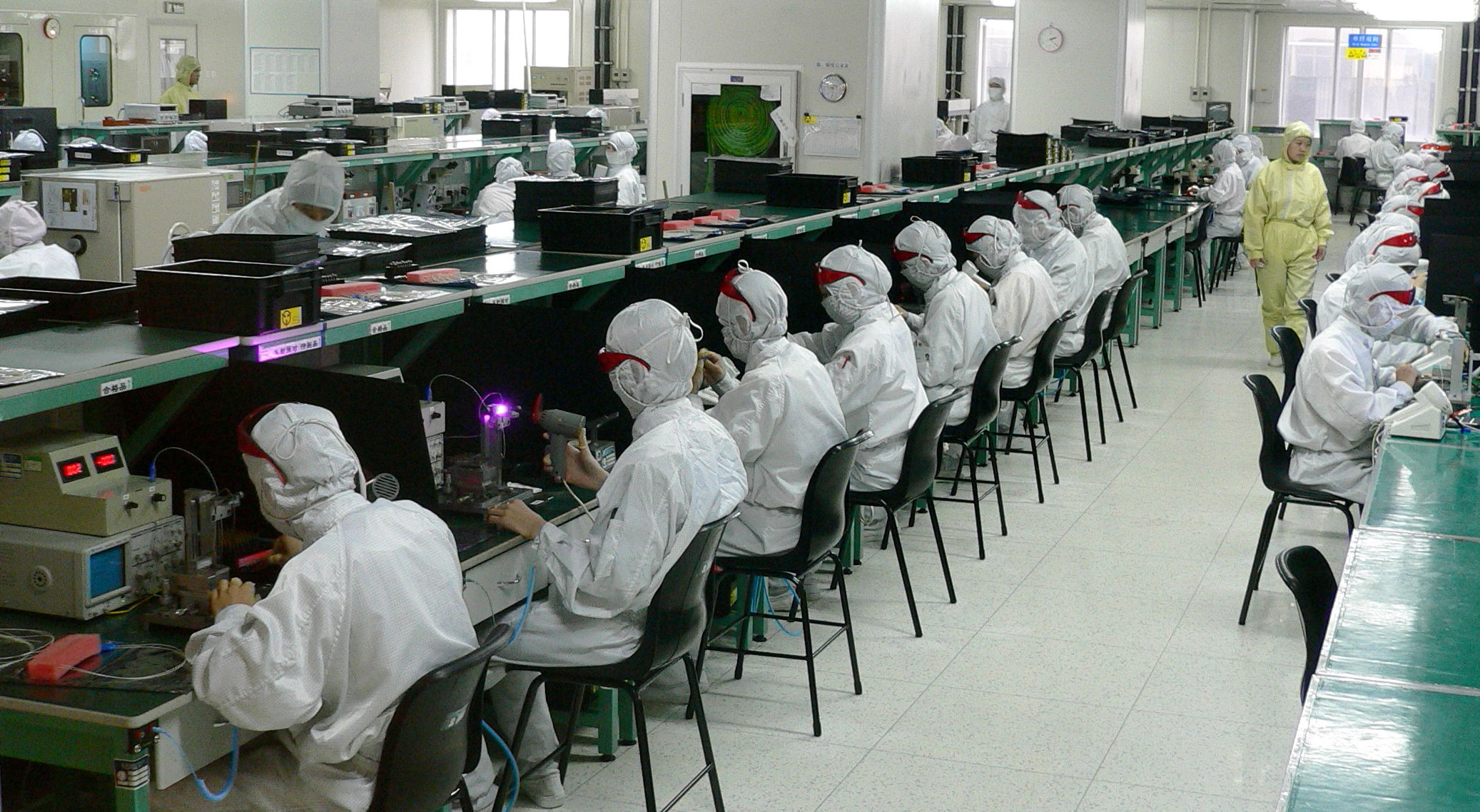
Trabajadores de una fábrica de productos electrónicos

Servicios de Producción Electrónica, en inglés de Electronics Manufacturing Services (EMS), es el término utilizado globalmente para designar las compañías que diseñan, testean, fabrican, distribuyen y ofrecen servicios de reparación y garantía de componentes y productos electrónicos para fabricantes de equipos originales (Original Equipment Manufacturer, OEM).

## Historia
SCI (anteriormente, Space Craft Inc.; ahora Sanmina-SCI) está considerada como la primera compañía EMS/contract assembly de Estados Unidos.
La industria EMS despegó a finales de la década de 1970 con la fundación de Solectron. Hasta la fecha, el mercado estaba compuesto por decenas de pequeñas compañías. Hoy en día, mientras el mercado está dominado por poderosas compañías como Foxconn, Flextronics, Celestica, Sanmina-SCI, Jabil, Elcoteq, Ikor y unas decenas más, algunos miles de pequeñas compañías continúan ocupando nichos de mercado EMS. 
El modelo de negocio de la industria EMS se basa en la especialización y la economía de escala en fabricación, acopio de materias primas y agrupación de recursos expertos en campos como el diseño (electrónico e industrial) o la reparación/garantía con el fin de crear valor añadido al producto final. Con esto se fideliza al cliente, el cual no necesita fabricar y almacenar grandes inventarios de producto. Al mismo tiempo, se pueden afrontar picos de demanda repentinos más rápido y eficientemente. 
Los productos fabricados por compañías EMS siempre van etiquetados con la marca del cliente.

## Servicios que ofrecen las empresas EMS
Ensamblaje de tarjetas PCB
El ensamblaje puede ser a través de tecnología THT o SMT para el soldado de componentes sobre las tarjetas.

Ensamblaje de cables
Los cables hechos a medida son de gran valor para los fabricantes de equipos originales (OEM). Para aprovechar al máximo este servicio, el proveedor  EMS de servicios de fabricación electrónica debe encargarse de la ingeniería, las pruebas y la fabricación del producto, además del ensamblaje de cables.

Montaje electromecánicos
Las empresas de ensamblaje de productos electrónicos siguen planos para construir partes de un productos que controla el flujo de corriente eléctrica. Estos servicios se asocian comúnmente con las compilaciones de cajas (Box Build).

Pruebas
Hay diferentes formas de hacer pruebas en una PCB según el proveedor. Algunos de los métodos de prueba son
- Pruebas de circuitos integrados (TIC)
- Inspección óptica automatizada (AOT)

Prototipos
Numerosas soluciones de creación de prototipos dependen de la empresa. Algunos de los servicios son
- Prototipos de PCB (PCBA)
- Impresión 3D
- Herramientas blandas (Soft Tooling)

Fabricación completa
Algunas EMS ofrecen un servicio de diseño y manufactura completo de principio a fin para que así las empresas marcas solo se encarguen de sus actividades en ventas, mercadeo y operaciones administrativas.

## Tendencias en la Industria EMS
- La demanda por sistemas electrónicos automáticos para crear sistemas de seguridad más efectivos están en incremento.
- La demanda de productos electrónicos de consumo se espera que llegue a los 989.37 billones para el año 2027.
- Los celulares inteligentes siguen en incremento, se espera que para el 2024 el número total de teléfonos inteligentes vendidos sea de 18 mil millones.
- La demanda por servicios que se preocupen más por la conservación del medioambiente está en incremento.
- La robótica y automatización de procesos está incrementando en popularidad. Las EMS están usando máquinas con sensores que reciben información e incrementan la eficiencia y reducen costos.